# P-64
P-64 (пол. P-64 „CZAK”) польський напівавтоматичний пістолет з патроном 9×18 мм ПМ, виготовлений після Другої світової війни. Перший післявоєнний серійний пістолет польської конструкції. Реєстраційна службова зброя військових сил, у тому числі армії, з 1960-х років. Донедавна P-64 був найменшим пістолетом з 9-мм патроном Макарова.

## Історія
Робочою назвою пістолета була абревіатура CZAK, яка сьогодні використовується як розмовна назва пістолета. Пістолет розроблено командою конструкторів кафедри вогнепальної зброї Центрального науково-дослідного артилерійського полігону (пізніше WITU). Його авторами, згідно з наказом у патентному документі № 54822, є офіцери Війська Польського: Мечислав Адамчик, Вітольд Чепукайтіс, Ромуальд Зімний, Генрік Адамчик, Станіслав Качмарський, Єжи Пизел. Предметом патентної формули є вимикач у формі витягнутої пластини, що ковзає в рамі. Це дозволяє захистити пістолет від передчасних і випадкових пострілів. Абревіатура походить від перших літер імен конструкторів зброї, за винятком літери «П» — Єжи Пизеля, який приєднався до команди конструкторів після встановлення назви. Тоді як буква «А» відноситься до обох дизайнерів з однаковим прізвищем.
Роботи над пістолетом почалися в 1958 році, після оголошення конкурсу на проєкт військового пістолета до щойно прийнятого на озброєння 9-мм патрона Макарова у Варшавському договорі. У зв'язку з конкурсом було створено кілька прототипів:
- WiR wz. 1957 — Пйотр Вільневчиц та Станіслав Роєк
- пістолет wz. 58
- CZAK модель M (міліційна версія — спочатку розроблена для короткого патрона Браунінг 9 мм),
- CZAK модель W (військова версія)

Військова модель відрізнялася від міліцейської вагою, меншою на 20 г, стволом, довшим на 8 мм, шириною, вужчою на 4 мм і висотою 2 мм, більшою загальною довжиною на 5 мм і більшою місткістю магазина на один патрон. Також вони відрізнялися меншою силою тиску на спусковий гачок при самоблокуванні на 30 Н.
Техніко-експлуатаційні випробування дослідних зразків, проведені в 1961 році, показали, що вимогам найкраще відповідає пістолет «ЧАК» у міліцейському варіанті. Цей прототип був відправлений для подальшої доопрацювання та адаптації до серійного виробництва. У середині 1960-х років почалося серійне виробництво цих пістолетів і вони були введені в армію і службу безпеки ПНР під офіційною назвою: 9 mm wz. 1964 р. і абревіатура P-64, де вона стала витісняти радянський пістолет ТТ.
Незабаром після прийняття на озброєння пістолет Р-64 виявився хорошою зброєю для прихованого носіння та самооборони, але його цінність як військової зброї низька. Тому в WITU розпочали роботу над пістолетом, який краще відповідає вимогам Війська Польського. Результатом цих робіт стали прототипи пістолетів P-70 і P-75. Зрештою, наступник Р-64 в армії був прийнятий на озброєння на початку 1980-х рр., P-83. Незважаючи на закупівлю великої кількості новіших пістолетів P-83, а потім і Walther P99, поліція в Польщі все ще використовує цю зброю, і дата її повного вилучення з підрозділів поліції невідома.
Зняті з експлуатації пістолети Р-64 експортуються на цивільний ринок США, а в 2008 році 1000 пістолетів були передані ліванській армії.

## Конструкція

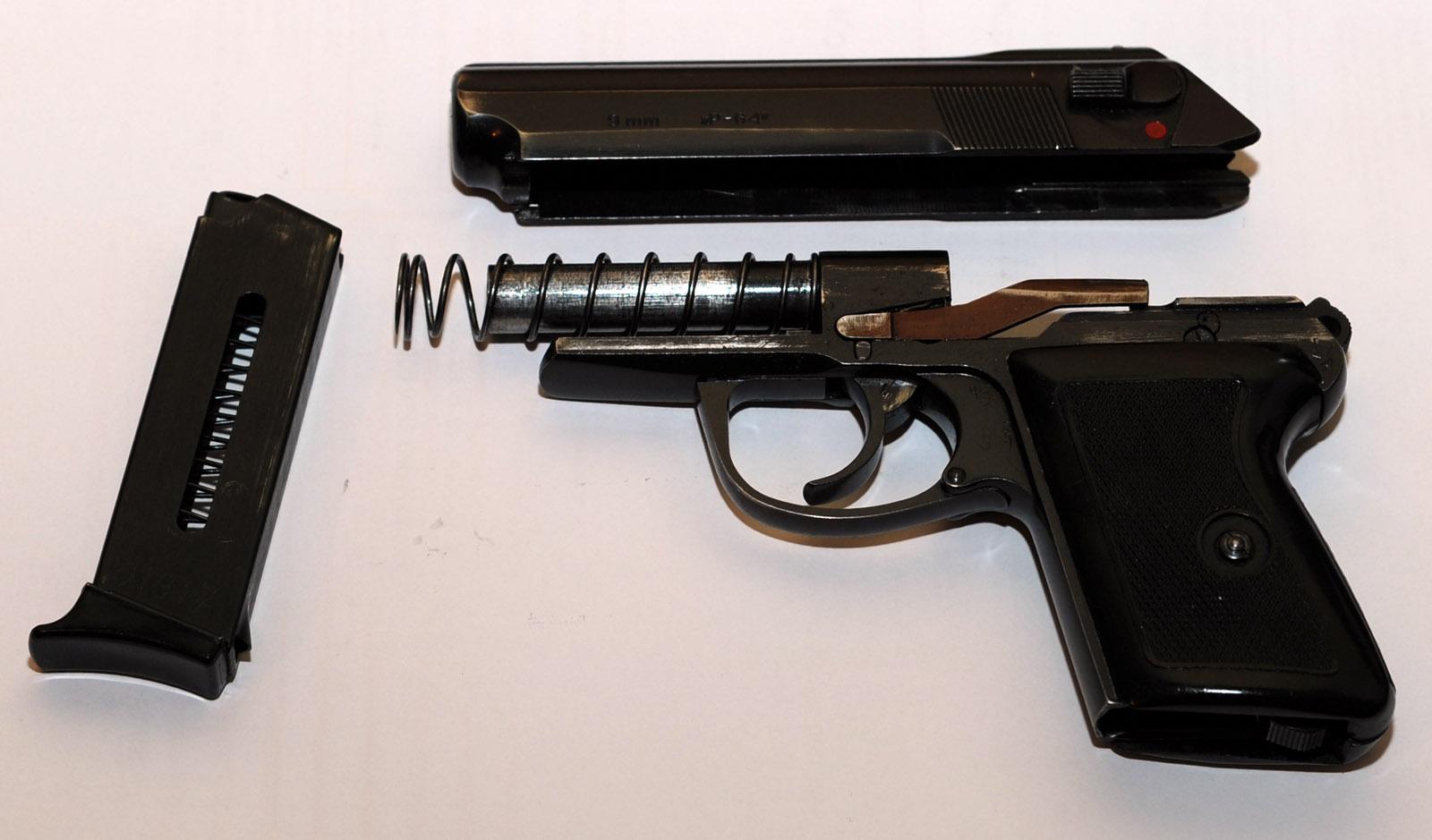
P-64 у розібраному вигляді

P-64 працює за принципом використання енергії віддачі вільного затвора, рух якого після пострілу зупиняється лише силою інерції та зусиллям поворотної пружини. У пістолеті використовується Ударно-спусковий механізм із самоблокуванням типу Double Action. P-64 оснащений перемикачем, що дозволяє вести вогонь тільки одиночним вогнем, ударним механізмом ударного типу з відкритим молотом і криловим запобіжником, який функціонує як спуск молота. Він фіксує зброю як при відпусканні курка, так і при взведенні курка, а також дозволяє вставляти патрон у патронник у розблокованому та закріпленому положенні. Гвинтово-спіральна ударна пружина діє на кран через шток, розміщений у задній, нижній частині рукоятки. У затворі є індикатор наявності патрона в патроннику. Після вистрілу останнього патрона затвор залишається в задньому положенні. Р-64 не має важеля розблокування; щоб звільнити затвор, необхідно (принаймні частково) витягнути магазин і потягнути затвор назад. Для подачі використовується знімний однорядний коробчатий магазин ємністю 6 патронів. Пістолет має постійні приціли, а цілик встановлений на 50 м. Ствол має 4 праві канавки. Пістолет має просту конструкцію і малу вагу.
До недоліків пістолета можна віднести неправильно профільовану, вузьку і коротку рукоятку, що ускладнює тримання стрільцями з більшими руками, занадто малу місткість магазина та занадто великий тиск на спусковий гачок при самострілянні. Ще одним недоліком зброї була сильна і неприємна віддача, що, в тому числі, пов'язано з малою вагою і незручною рукояткою. Пістолет також виготовлявся дорогим методом механічної обробки.

## Користувачі
- Ліван[4]
- Польща[5]
- Сполучені Штати Америки
- В'єтнам